# Västra Broby landskommun
Västra Broby landskommun var en tidigare kommun i dåvarande Kristianstads län.

## Administrativ historik
Kommunen bildades i Broby socken i Södra Åsbo härad i Skåne som Broby landskommun när 1862 års kommunalförordningar trädde i kraft. Kommunens namn ändrades den 1 januari 1886 (enligt beslut den 17 april 1885) till Västra Broby landskommun.
Vid kommunens bildande låg del av landskommunen, bestående av 2 1/4 mantal Hyllinge gård och by, i Luggude härad och Malmöhus län. Denna uppdelning upphörde den 1 januari 1889 (enligt beslut den 23 september 1887) då delen i Lugugde härad och Malmöhus län överfördes till Södra Åsbo härad och Kristianstads län.
Vid kommunreformen 1952 uppgick kommunen i Åstorps köping som 1971 ombildades till Åstorps kommun.

## Politik

### Mandatfördelning i Västra Broby landskommun 1946
| 1 | 16 | 3 |

| 17 | 3 |